# Fachmittelschule
Die Fachmittelschule (FMS) (in manchen Kantonen Fachmaturitätsschule (FMS) genannt, auf Französisch école de culture générale, auf Italienisch scuola specializzata, auf Rätoromanisch scoula media spezialisada) ist eine weiterführende Schulausbildung in der Schweiz. Die Fachmittelschule ist die Nachfolgerin der Diplommittelschule. Sie wurde 2004 eingeführt, 2020 gibt es 58 Fachmittelschulen.
Sie ist eine drei Jahre dauernde Mittelschule (Sekundarstufe II) im Anschluss an die obligatorische Schulzeit. Sie eignet sich besonders für Schüler, die mit 15 Jahren weder eine Matura noch eine sofortige Berufsausbildung anstreben. Sie vermittelt eine breite Allgemeinbildung und bietet zwei Abschlüsse an: den Fachmittelschulausweis (umgangssprachlich FMS-Diplom) und die Fachmaturität. Der Fachmittelschulausweis ist der Abschluss nach drei Jahren FMS und ist Voraussetzung für den Besuch Höherer Fachschulen. Die Fachmaturität ist nicht zwingend, kann aber nur nach erfolgreichem Fachmittelschulabschluss absolviert werden und ist nötig, um für gewisse Fachhochschulen Zutritt zu erlangen. Die Fachmaturität nimmt ein weiteres Jahr in Anspruch und beinhaltet sowohl Schulaufenthalt als auch ein Praktikum.
An der FMS wird jedes Fach gleichgestellt; das heisst, dass auch ungenügende Noten in Musik oder Sport eine Promotion verhindern können. Die FMS ist in Fachrichtungen unterteilt, die verschiedene, sogenannte richtungsspezifische Fächer enthalten, diese sind (an der FMS Basel, die Fachrichtungen unterscheiden sich leicht von Kanton zu Kanton):
- Gesundheit/Naturwissenschaften: Biologie, Chemie, Physik, Mathematik und Ernährungslehre
- Kommunikation/Medien: Computeranwendung, Medienwissenschaften und Betriebswirtschaftslehre
- Pädagogik: Bildnerisches/Räumliches Gestalten, Musik und Pädagogik
- Soziale Arbeit: Recht und Gesellschaft und Psychologie
- Gestaltung/Kunst: Bildnerisches, Grafisches, Räumliches/Textiles Gestalten und Visuelle Kommunikation
- Musik/Theater/Tanz: Musik, Körper/Stimme/Bewegung und individueller Instrumental-, Musik-, Gesang-, Theater- oder Tanzunterricht

Während der Ausbildung gibt es neben dem Frontalunterricht auch andere Lehrmethoden:
So muss in einigen Kantonen während der Schulzeit der Landdienst absolviert werden. Bei diesem Landdienst werden alle Schüler (meistens während der ersten Klasse) einzeln zu verschiedenen Bauernfamilien geschickt.

In allen Kantonen muss während der Schulzeit ein fachrichtungsbezogenes Praktikum absolviert werden.